# Colombarolo (Voltido)
Colombarolo è una frazione di Voltido in provincia di Cremona. Costituì un comune autonomo fino al 1867.